# Johnsonella ignava
Johnsonella ignava è una specie di batterio appartenente alla famiglia delle Lachnospiraceae.